# فرنسيس سميث
فرنسيس سميث (بالإنجليزية: Francis Smith)‏ (و. 1819 – 1909 م) هو سياسي، وقاضي، من المملكة المتحدة، توفي في لندن، عن عمر يناهز 90 عاماً.

## مناصب
تولى منصب عضو مجلس النواب تسمانيا من الجمعية (14 مايو 1857–1 نوفمبر 1860)، وPremier of Tasmania (12 مايو 1857–1 نوفمبر 1860).